# レヒ川
レヒ川（レヒがわ、独: Lech）は、オーストリアとドイツを流れる河川。ドナウ川の支流で、長さは264km。水源はオーストリア・フォアアールベルク州のフォルマリン川で、北北東に流れてドイツとの国境で高さ12mのレヒ滝を形成し、その後狭い渓谷となる。ドイツ国内ではフュッセン、アウクスブルクなどを通り、ドナウ川に合流する。
ドナウ川との合流点付近は1976年にラムサール条約登録地となった。